# Ferdinand Knudsen
Ferdinand Jens Andreas Otto Knudsen (* 11. Juni 1911 in Alluitsup Paa; † unbekannt) war ein grönländischer Kaufmann und Landesrat.

## Leben
Ferdinand Knudsen wurde in Alluitsup Paa geboren. Am 4. Oktober 1936 heiratete er in Nanortalik Flavia Sofie Ester Egede (1912–?), Tochter des Jägers und Viehzüchters Kanuthus Kristoffer Pavia Sebulon David Egede und seiner Frau Abigael Judithe Marie Egede. Er war zu diesem Zeitpunkt bereits als Udstedsverwalter in Aappilattoq tätig. Als solcher vertrat er 1938 Josva Kleist im südgrönländischen Landesrat. In der folgenden Legislaturperiode wurde er direkt in den Landesrat gewählt, wobei er nur die Sitzung 1940 verpasste. Auch in der 1945 begonnenen Legislaturperiode saß er im Landesrat, wurde aber ab 1948 von Silas Mouritzen vertreten.